# Centraalstadion (Pjatigorsk)
Het Centraalstadion is een multifunctioneel stadion in Pjatigorsk, een stad in Rusland. Tot 2001 heette dit stadion het Trudstadion.
Het stadion wordt vooral gebruikt voor voetbalwedstrijden, de voetbalclub Masjoek-KMV Pjatigorsk maakt gebruik van dit stadion. Tussen 2004 en 2007 speelde ook Achmat Grozny hier zijn thuiswedstrijden. In het stadion is plaats voor 10.365 toeschouwers. Het stadion werd geopend in 1966.